# Protothaumalea algira
Protothaumalea algira är en tvåvingeart som först beskrevs av Vaillant 1953.  Protothaumalea algira ingår i släktet Protothaumalea och familjen mätarmyggor. Inga underarter finns listade i Catalogue of Life.